# Gaza (província)
Gaza é uma província de Moçambique. Localizada no sul do país e a sua capital é a cidade de Xai-Xai, situada a cerca de 210 quilómetros a norte da capital nacional, Maputo. Com uma área de 75 709 km² e uma população de 1 446 654 habitantes em 2017, esta província está dividida em 14 distritos e possui, desde 2022, sete municípios.
Gaza é atravessada pelo rio Limpopo, sendo o seu centro vital. É ele que torna a província importante sobre diferentes pontos de vista: agricultura, política e desenvolvimento.

## Localização
Completando o topo da região sul de Moçambique, Gaza está ligada, a norte, à província de Manica, a nordeste à de Inhambane e a sul à província de Maputo. Também a sul faz fronteira com a África do Sul e já a oeste com Zimbabwe. Na parte sueste tem ainda cerca de 200 km de costa do Oceano Índico.

## História
A província de Gaza foi formada a partir do distrito de Gaza do período colonial. Este distrito foi criado em 1946 a partir de território do distrito de Lourenço Marques. No entanto o nome tem antecedentes no período pré-colonial, no Império de Gaza, fundado no início do século XIX.

## Governo

### Administradores provinciais
Até 2020 a província era dirigida por um governador provincial nomeado pelo Presidente da República. No seguimento da revisão constitucional de 2018 e da nova legislação sobre descentralização de 2018 e 2019, o governador provincial passou a ser eleito pelo voto popular, e o governo central passou a ser representado pelo Secretário de Estado na província, que é nomeado e empossado pelo Presidente da República.

#### Governadores nomeados
- (1975-1978) Fernando Matavele[6]
- (1978-1982) João Facitela Phelembe (ou Pelembe)[7]
- (1982-1983) José Óscar Monteiro (nomeado devido a suspensão do anterior governador)[8]
- (1983-1986) Aurélio Benete Manave[9]
- (1986-1990) Franscisco João Pateguana[10]
- (1990-2000) Eugénio Numaio[11]
- (2000-2005) Rosário Mualeia[12]
- (2005-2007) Djalma Lourenço.[13]
- (2007-2015) Raimundo Maico Diomba[14]
- (2015-2020) Stella da Graça Pinto Novo Zeca[15][16]

#### Governadores eleitos
- (2020-) Margarida Mapanzene Chongo[17] Eleita pelo Partido Frelimo

#### Secretários de estado
- (2020-2022) Amosse Macamo[18]
- (2022-2025) Lourenço Mateus Lindonde[19]
- (2025-) Jaime Bessa Augusto Neto[20]

## Demografia

### População
De acordo com os resultados preliminares do Censo de 2017, a província de Gaza tem 1 446 654 habitantes em uma área de 75 709 km², e, portanto, uma densidade populacional de 19,1 habitantes por km². Quando ao género, 53.9% da população era do sexo feminino e 46,1% do sexo masculino.
O valor de 2017 representa um aumento de 210 370 habitantes ou 17% em relação aos 1 236 284 residentes registados no censo de 2007.
| 1980    | 1997      | 2007      | 2017      |
| 982 603 | 1 062 380 | 1 236 284 | 1 446 654 |

## Subdivisões da província

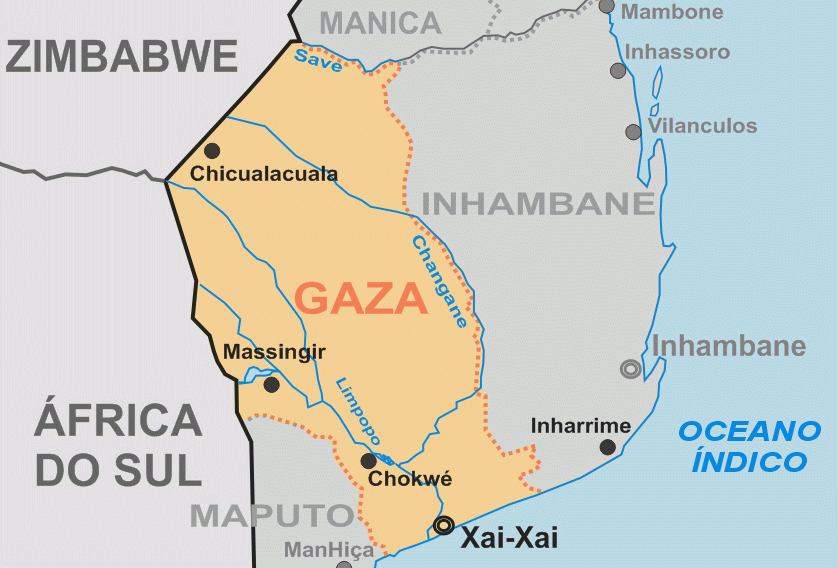
Mapa da província

### Distritos
Gaza está dividida em 14 distritos, os 11 já existentes quando foi realizado o censo de 2007: mais o distrito da Cidade de Xai-Xai, estabelecido em 2013 para administrar as competências do governo central, e que coincide territorialmente com o município do mesmo nome: Em 2016 foram criados três novos distritos, Chongoene, Limpopo (este dois dividem a área do antigo distrito do Xai Xai) e Mapai.
- Bilene
- Chibuto
- Chicualacuala
- Chigubo
- Chókwè
- Chongoene
- Guijá
- Limpopo
- Mabalane
- Manjacaze
- Mapai
- Massangena
- Massingir
- Xai-Xai

### Municípios
Gaza possui sete municípios:
- Chibuto (cidade)
- Chókwè (cidade)
- Macia (vila)
- Manjacaze (vila)
- Massingir (vila)
- Praia do Bilene (vila)
- Xai-Xai (cidade)

De notar que a vila de Macia se tornou município em 2008, a Praia do Bilene em 2013, e a vila de Massingir em 2022.